# Gyo Obata

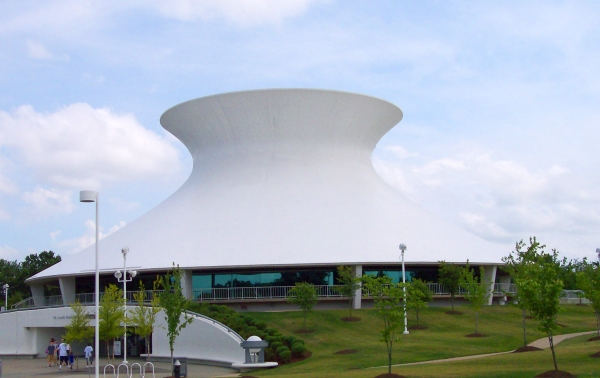
O James S. McDonnell Planetarium, estrutura hiperbolóide e de concha fina de Gyo Obata, no St. Louis Science Center

Gyo Obata (San Francisco, 28 de Fevereiro de 1923 – St. Louis, 8 de março de 2022) foi um arquitecto dos Estados Unidos da América.
Filho do pintor Chiura Obata. Devido aos antepassados japoneses, esteve para ser internado com outros nipo-americanos durante a Segunda Guerra Mundial, mas como estudava arquitectura em St. Louis livrou-se do internamento. Estudou com Eero Saarinen na Cranbrook Academy of Art no Michigan.
Obata regressou a St. Louis em 1951. Quatro anos depois ajudou a fundar a firma Hellmuth, Obata and Kassabaum. É detentor de numerosos prémios de arquitectura.